# Vintage Computer Festival

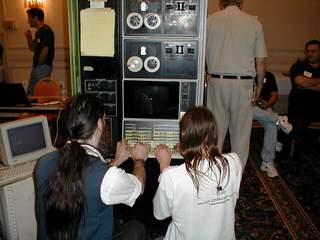
PDP-12 ausgestellt beim Vintage Computer Festival East in Marlborough (Massachusetts) 2001

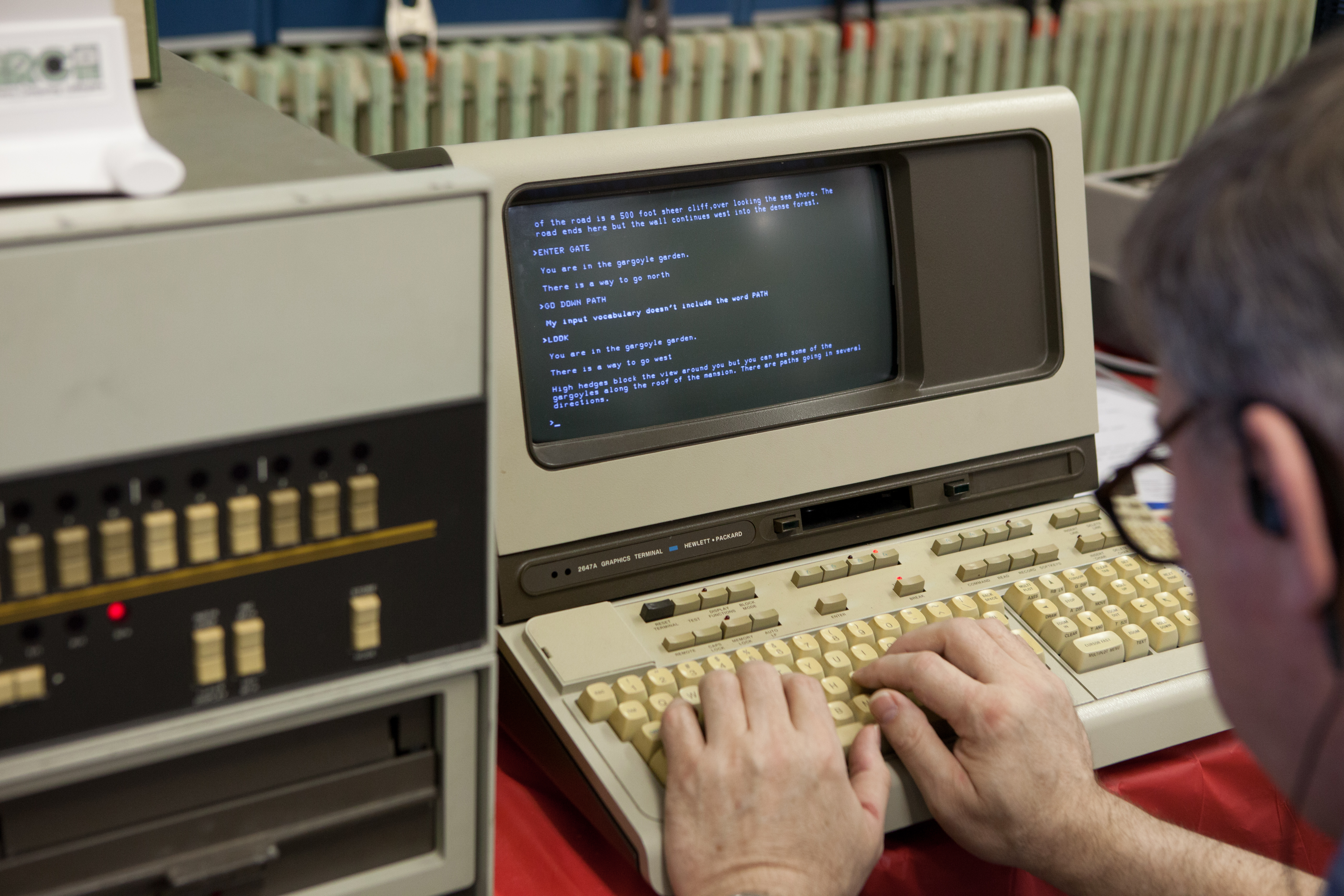
HP 2647A Terminal verbunden mit einem HP 1000 Minicomputer, Vintage Computer Festival East 2012

Das Vintage Computer Festival (VCF) ist eine zwischen Festival und Konferenz angesiedelte mehrtägige Veranstaltung, die sich dem Erhalt und der Pflege historischer Computer sowie anderer (E)DV-Geräte widmet.

## Konzept
„Ziel des Vintage Computer Festivals ist es den Erhalt und die Pflege ‚historischer‘ Computer und anderer (E)DV Gerätschaften zu fördern, das Interesse an ‚überflüssiger‘ Hard- und Software zu wecken und vor allem den Spaß daran auszuleben.“

Die Veranstaltungen der verschiedenen Vintage Computer Festivals dienen mittels privatem Engagements im Bereich der Computertechnikgeschichte einerseits der Erhaltung historischer Hardware und Software, die so von institutionalisierten Trägern wie Technikmuseen nicht geleistet werden kann. Anderseits wird historisches Praxiswissen von Fachleuten gesichert, das ansonsten keine Niederschriften fände.

## Geschichte
Das VCF wurde 1997 vom US-Amerikaner Sellam Ismail gegründet, einem Sammler alter Computerhardware und -software, welcher als Unternehmer Dienstleistungen mit dieser gegen das Digitale Vergessen zur Verfügung stellt. 1998 fand erstmals ein Sammlertreffen im kalifornischen Pleasanton statt. Der Veranstaltungsort wechselt jährlich in den USA, im Jahr 2002 fand das Festival beispielsweise im Silicon Valley in Mountain View (Kalifornien) statt.

### Ableger

#### USA
Sukzessiv entstanden Ableger des Festivals: das VCF East an der Ostküste, VCF Midwest im Mittleren Westen und das VCF South im Süden der USA.

#### Großbritannien
2010 wurde erstmals das VCF GB am National Museum of Computing in Bletchley Park in Buckinghamshire veranstaltet.

#### Vintage Computer Festival Europa (VCFe)

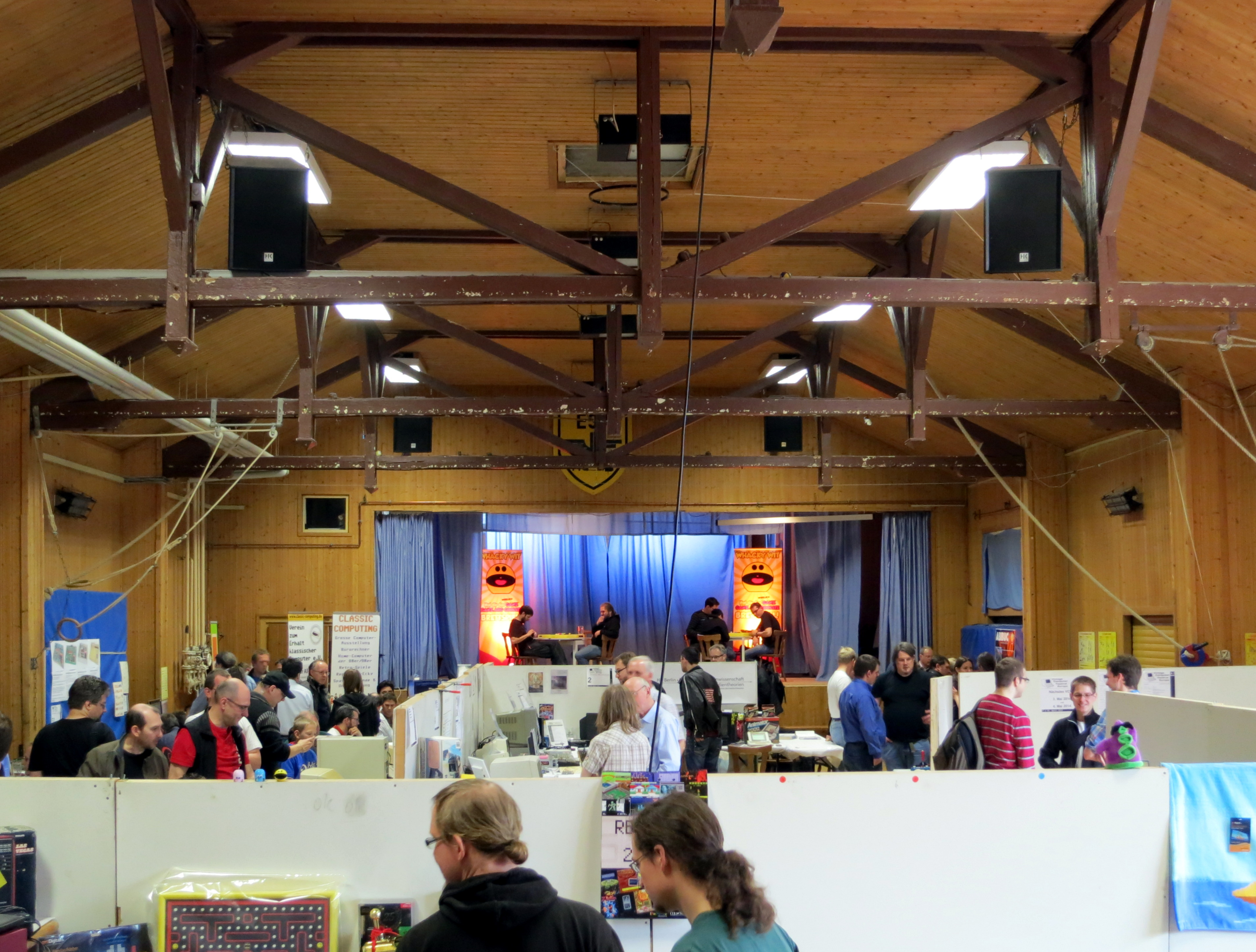
Blick in die Halle des Vintage Computer Festival Europa 2013

Seit 2000 existiert mit dem Vintage Computer Festival Europa (VCFe) ein europäischer Ableger, der jeweils um den 1. Mai in München stattfindet. Die Veranstaltung besteht aus einer Ausstellung historischer Computer, es werden Vorträge gehalten und Exkursionen durchgeführt, zum Beispiel zum Projekt Cray-Cyber der Gesellschaft für historische Rechenanlagen e. V. Weitere Themenpunkte sind Benchmarks historischer Hardware oder historische Computerspiele (Retrospiele).
Das VCFe dient verschiedenen Vereinen im Bereich der Computergeschichte als Plattform der Präsentation und Kooperation, zum Beispiel dem Apple User Group Europa e. V. AUGE oder dem Verein zum Erhalt klassischer Computer e. V.
Der VCFe besitzt mit 1500 Geräten (Stand 2012) eine eigene Sammlung historischer Hardware.

#### VCFe/CH
Im Oktober 2013 fand erstmals ein VCFe im schweizerischen Winterthur statt. Die Zweite Auflage im Oktober 2014 brachte ebenfalls nur geringen Zuspruch.
2016 wurde das Schweizer VCFe nach Zürich in die Rote Fabrik verlegt und fand dort am 19./20. November statt. Der Neustart verlief äußerst erfolgreich mit über 1000 Besuchern in 2 Tagen. Das Festival wird seither jährlich im November vom Verein Dock18 Institut für Medienkulturen der Welt veranstaltet. 2023 besuchten 1100 Besucherinnen im Kraftwerk Zürich das Festival. 100 Ausstellerinnen zeigten ihre Exponate.

#### Berlin

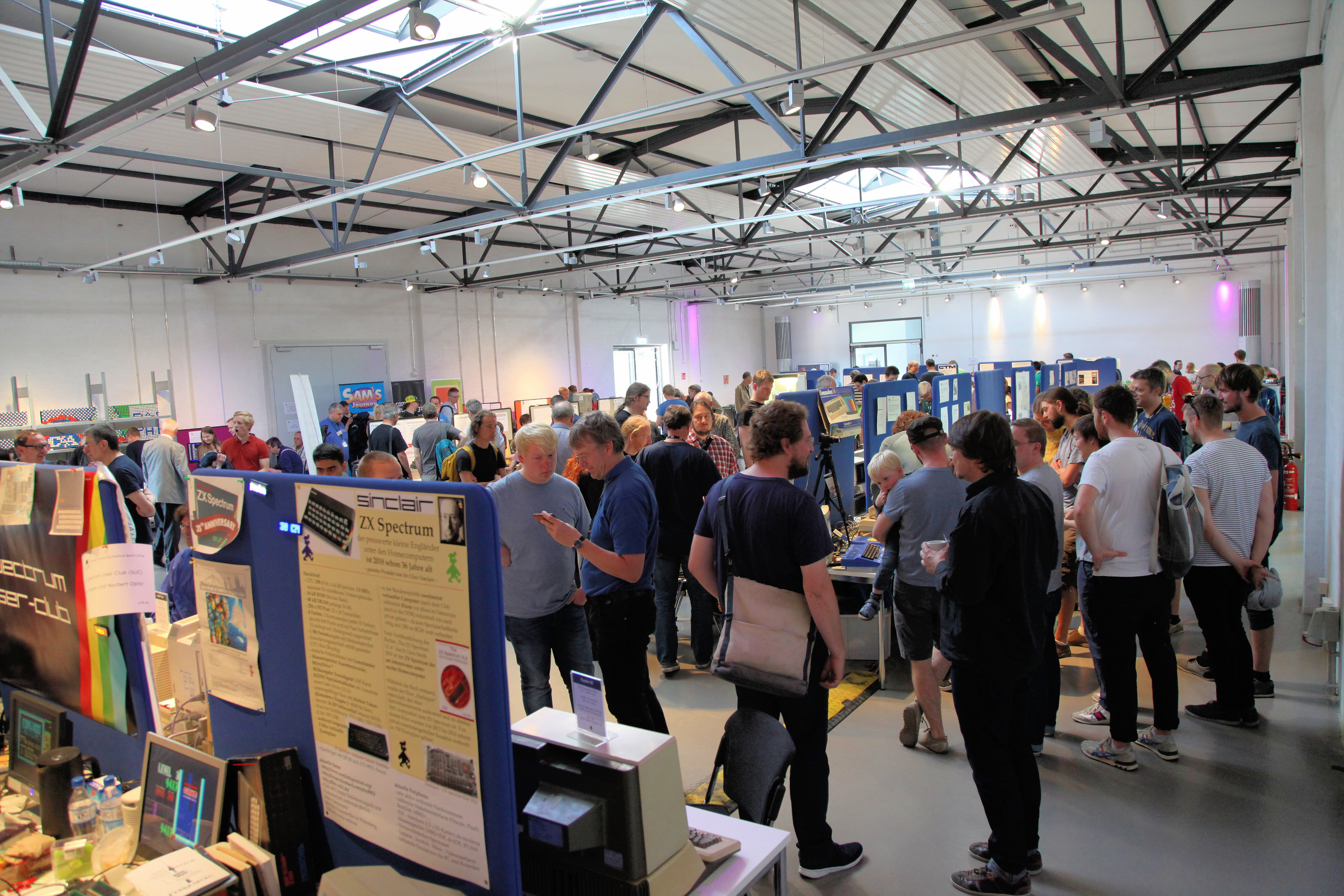
VCFB 2018 in Berlin

In Berlin findet seit 2014 jeweils Anfang Oktober das Vintage Computing Festival Berlin (VCFB) statt.

## Rezeption
Die Vintage Computer Festivals ziehen regelmäßig hunderte von Besuchern an. Der britische Ableger zählte 2010 über 2000 Besucher, das Vintage Computer Festival Southeast 2013 1100 Besucher. Auf dem Vintage Computing Festival Berlin waren 2018 insgesamt 2600 Besucher.